# Liste der Bischöfe und Erzbischöfe von Reims
Die folgenden Personen waren Bischöfe und Erzbischöfe des Erzbistums Reims (Frankreich):

## Bischöfe
- ca. 260: Heiliger Sixtus
- ca. 280: Heiliger Sinnicius
- ca. 290: Heiliger Amansius
- ca. 300–ca. 327: Betause
- 328–340: Aper
- Dyscolie
- 348–359: Heiliger Maternian († 368)
- Domitianus
- 361–389: Heiliger Donatian
- 390–394: Heiliger Vincent
- 394–400: Heiliger Severus († 15. Januar 400)
- 400–407: Heiliger Nicasius
- 407–441: Barucius
- 441–???: Barnabas
- ???–459: Bennage
- 459–533: Heiliger Remigius
- 533–535: Romanus
- ca. 535: Flavius
- ca. 549: Mapinius
- 550–590: Egidius
- 590–593: Romulph
- 593–631: Sonnatius
- 631–641: Leudigisil
- 641–646: Angelbert
- 646–649: Lando
- 649–673: Heiliger Nivard
- 673–689: Heiliger Rieul
- 689–717: Heiliger Rigobert (Robert)
- 717–717: Heiliger Liutwin
- 717–744: Milo
- 744–748: Heiliger Abel

## Erzbischöfe

Das Wappen der Erzbischöfe von Reims.

- 748–795: Tilpin (erster Erzbischof)
- 795–812 : Vakanz
- 812–816: Wulfar (Wulfaire)
- 816–835: Ebo (Ebbo)
- 835–845 : Vakanz
- 845–882: Hinkmar
- 882–900: Heiliger Fulko der Ehrwürdige (Foulques le Venerable), Erzkanzler
- 900–922: Herive, Erzkanzler
- 922–925: Seulf († 7. August 925)
- 925–931: Hugo von Vermandois, Erzkanzler (Karolinger)
- 931–940: Artold, Erzkanzler
- 940–946: Hugo von Vermandois (2. Mal)
- 946–961: Artold (2. Mal)
- 962–969: Odelric, Erzkanzler
- 969–988: Adalbero (Wigeriche), letzter Erzkanzler
- 988–991: Arnulf (Karolinger)
- 991–999: Gerbert von Aurillac
- 999–1021: Arnulf, 2. Mal
- 1021–1033: Ebles I. de Roucy (Haus Roucy)
- 1033–1055: Guido von Châtillon (Haus Châtillon)
- 1055–1067: Gervais de Belleme
- 1069–1080: Manasses I.
- 1083–1096: Renaud du Bellay
- 1096–1106: Manasses II. von Châtillon (Haus Châtillon)
- 1106: Gervais de Rethel
- 1106–1124: Raoul le Vert
- 1125–1138: Renaud de Martigné
- 1140–1161: Samson de Mauvoisin (Haus Mauvoisin)
- 1162–1175: Henri de France, duc de Reims
- 1176–1202: Wilhelm von Blois
- 1204–1206: Guy Paré
- 1207–1218: Alberic de Humbert
- 1219–1226: Guillaume de Joinville
- 1227–1240: Henri de Dreux (* 1193; † 1240)
- 1244–1249: Yves de Saint-Martin oder Juhel de Mathefelon (Juhelle), auch als Juhel de Mayenne bekannt, † 1249/1250,  er nahm am Sechsten Kreuzzug teil und starb in Damiette
- 1249–1262: Thomas de Beaumes
- 1266–1270: Jean de Courtenay-Champignelles (* 1226; † 1270)
- 1273–1298: Pierre Barbet († 1298)
- 1299–1323: Robert de Courtenay-Champignelles (* 1251; † 1323)
- 1324–1334: Guillaume de Trie
- 1335–1351: Jean de Vienne
- 1351–1352: Hugues d’Arcy
- 1352–1355: Humbert II. (Haus La Tour-du-Pin)
- 1355–1373: Jean de Craon (Haus Craon)
- 1374–1375: Louis Thesart
- 1374–1389: Richard Picque de Besançon
- 1389–1390: Ferry Cassinel
- 1391–1409: Guy de Roye
- 1409–1422/3: Simon de Cramaud
- 1413–1413: Pierre Trousseau
- 1413–1443: Regnault de Chartres, Kanzler von Frankreich 1425–1444
- 1445–1449: Jacques Juvénal des Ursins
- 1449–1473: Jean Juvénal des Ursins
- 1474–1493: Pierre de Montfort-Laval (Haus Montfort-Laval)
- 1493–1497: Robert Briçonnet, Kanzler von Frankreich 1495–1497
- 1497–1507: Guillaume Kardinal Briçonnet
- 1507–1508: Charles Dominique Kardinal de Carreto
- 1509–1532: Robert I. de Lenoncourt
- 1533–1538: Jean Kardinal de Lorraine
- 1538–1574: Charles Kardinal de Lorraine-Guise
- 1574–1588: Louis (II.) Kardinal de Lorraine-Guise
- 1592–1594: Nicolas Kardinal de Pellevé
- 1594–1605: Philippe du Bec
- 1605–1621: Louis (III.) Kardinal de Lorraine-Guise
- 1623–1629: Guillaume de Gifford de Sainte-Marie
- 1629–1641: Henri II. de Lorraine
- 1641–1651: Léonor d’Estampes de Valençay (Haus Estampes)
- 1651–1659: Heinrich II. von Savoyen-Nemours (* 1625; † 1659)
- 1657–1671: Antonio Kardinal Barberini
- 1671–1710: Charles Maurice Le Tellier (* 1642; † 1710)
- 1710–1721: François Kardinal de Mailly
- 1722–1762: Armand Jules de Rohan-Guémené (* 1695; † 1762)
- 1763–1777: Charles-Antoine Kardinal de la Roche-Aymon
- 1777–1816: Alexandre Angélique de Talleyrand-Périgord
- 1817–1824: Jean-Charles de Coucy
- 1824–1839: Jean-Baptist Kardinal de Latil
- 1840–1866: Thomas Kardinal Gousset
- 1867–1874: Jean-François Landriot
- 1874–1905: Benoit Kardinal Langénieux
- 1906–1930: Louis-Henri-Joseph Kardinal Luçon
- 1930–1940: Emmanuel Célestin Kardinal Suhard
- 1940–1960: Louis-Augustin Marmottin
- 1960–1968: François Marty
- 1968–1972: Jean-Marie Maury
- 1973–1988: Jacques Ménager
- 1988–1995: Jean  Balland
- 1995–1998: Gérard Defois
- 1999–2018: Thierry Jordan
- seit 2018: Éric de Moulins-Beaufort